# Tortilla paisana

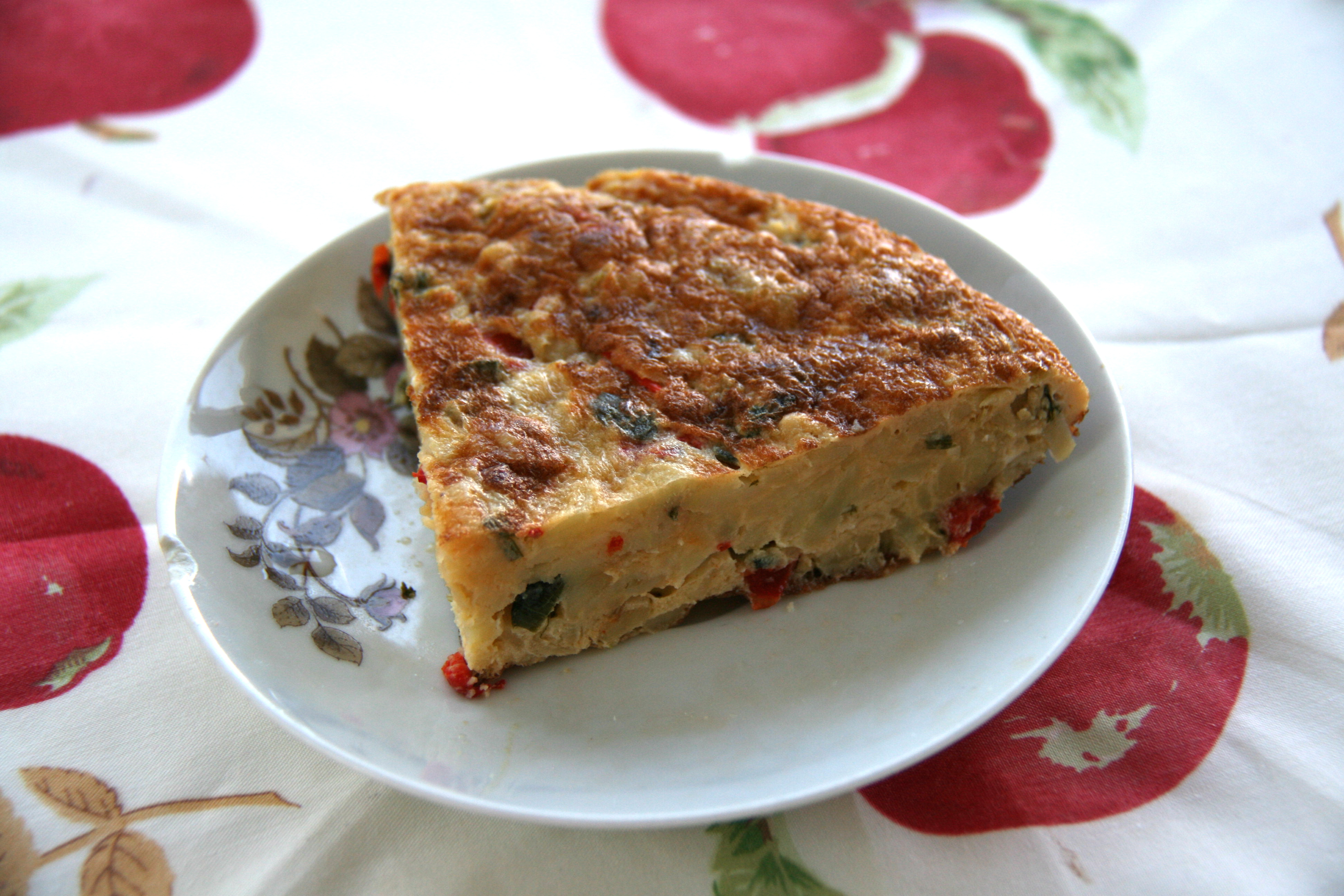
Tortilla paisana de calabacín y patatas.

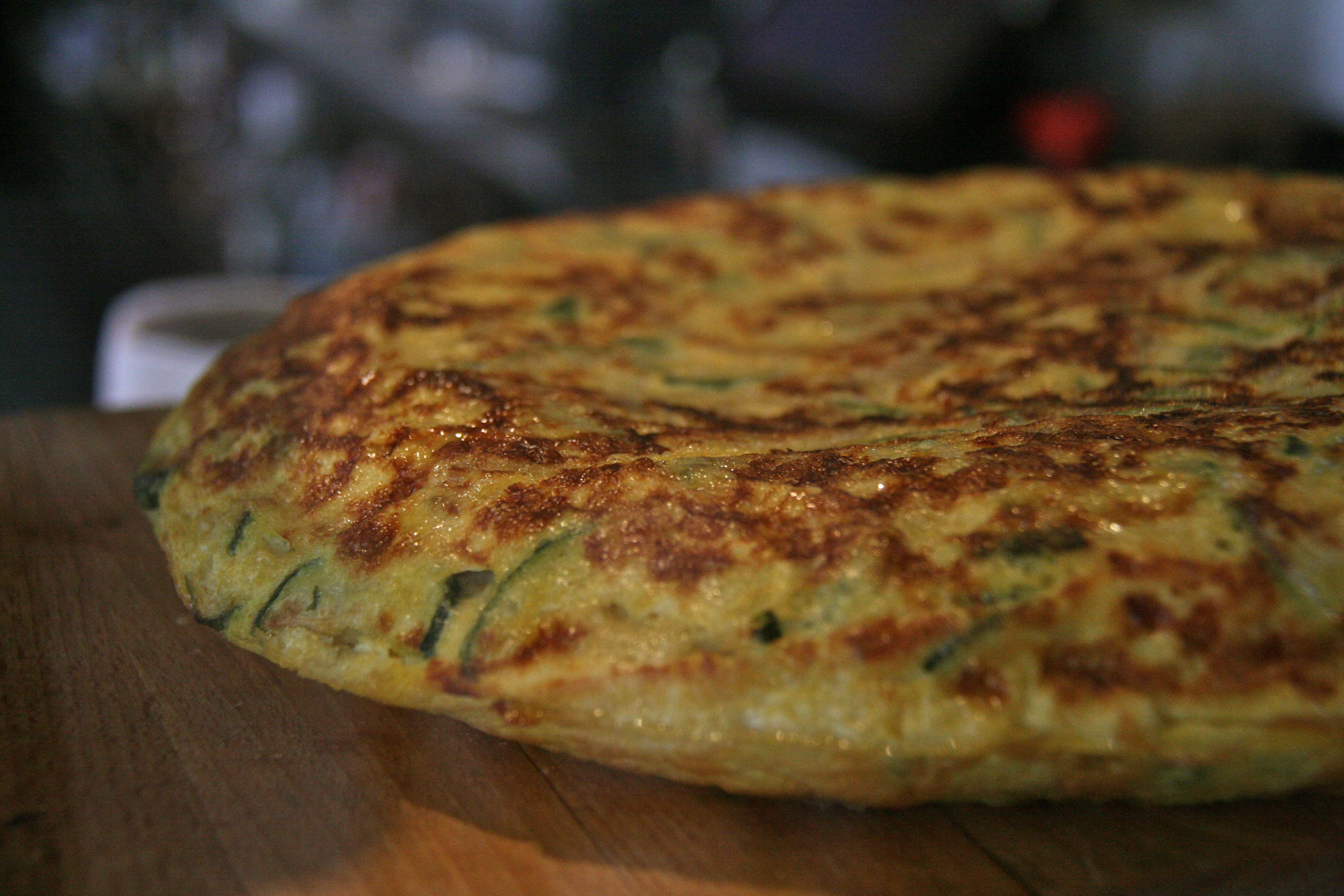
Tortilla de calabacín, popular en la cocina barcelonesa.

La tortilla paisana (a veces también como tortilla a la paisana) es una variante de la tortilla de patatas en la que además de llevar patatas como ingrediente principal, se le añaden otras verduras (zanahorias, guisantes, etc) y elementos cárnicos como puede ser el jamón o chorizo. La denominación paisana de esta tortilla viene a indicar que no siendo como la tortilla española es paisana de ella (es decir: del mismo país). La tortilla es muy popular en la cocina española y es habitual que se sirva como tapa.

## Características
La elaboración de esta tortilla es muy similar a la de la tortilla de patatas, lo único es que la variedad de ingredientes para mezclar con el huevo suele ser mayor, las verduras pueden ser algunas que mencionamos como judías verdes, guisantes, cebolla, zanahorias, pimientos, tomates. Además de las patatas suele llevar una o dos de estas verduras, es raro el caso de tres tipos de verduras. El empleo de elementos cárnicos como pueden ser los tacos de jamón serrano o de chorizo ofrece variedad. La tortilla se elabora en sartén y al igual que la española se emplea un vuelvetortillas. Es preferible servir la tortilla caliente y recién hecha, aunque esto último varía según los gustos, ya que hay zonas donde gusta de comerse incluso al día siguiente.